# Худия Гордона
Худия Гордона (лат. Hoodia gordonii) — вид суккулентных растений рода Худия (Hoodia) семейства Кутровые (Apocynaceae), произрастающий на территории Намибии и ЮАР.
Худия Гордона — колючий суккулент. На ранних стадиях роста образуется всего один стебель, но в более позднем возрасте растение начинает ветвиться. Взрослые экземпляры могут иметь до 50 отдельных ветвей и достигать веса до 30 кг. В оптимальных условиях растения могут вырасти до 1 м в высоту. Цветки появляются на верхушке стебля или рядом с ней. Они крупные и имеют специфический запах, напоминающий запах гниющего мяса. Они могут иметь различные оттенки, от бледно-соломенного до темно-бордового. Диаметр цветков может достигать 75 мм.

## Название
Род Hoodia, вероятно, получил свое латинское название в честь доктора Уильяма Чемберлена Худа (англ. William Chamberlain Hood, 1790–1879), британского хирурга, который проживал в Южном Ламбете, Лондон, и занимался сбором суккулентных растений. Русскоязычное название «Худия» является транслитерацией латинского.
Видовой латинский эпитет gordonii был дан в честь полковника Роберта Джейкоба Гордона (англ. Robert Jacob Gordon, 1743-1795), который обнаружил это растение в районе Оранжевой реки в XVIII веке.

## Ботаническое описание
Многостебельный кустарник, достигающий высоты до 1 м и ширину до 0,6 м. Стебли прямые, длиной от 0,1 до 1 м и толщиной от 25 до 50 мм. Они могут быть серо-зелеными или серо-коричневыми. Вдоль стеблей видны выступающие бугорки, сросшиеся в нижней половине и образующие 11-17 тупых углов. На концах каждого стебля есть острые шипы длиной 6-12 мм. 

В соцветиях может быть от 1 до 4 раскрывающихся цветков. Цветоножка имеет длину от 8 до 30 мм и толщину 2-3 мм с овальным сечением. Чашелистики имеют размеры 5-6 мм в длину и 2-4 мм в ширину, они заострены у основания и прижаты к венчику. Диаметр венчика составляет 50-100 мм, он может вращаться. Внешне он бледного телесного цвета с темными жилками. Венчик цветка может быть разных цветов, от светлого до темно-фиолетово-красного, с жилками. На внутренней стороне венчика могут быть маленькие конические выросты, иногда около отверстия они могут быть красные. У каждого выроста есть маленькая щетинка примерно 2,0 мм в длину. Трубка венчика имеет длину 1,0-1,5 мм и ширину у отверстия 4,5-6,0 мм. Трубка содержит основную часть гиностемии и утолщена у основания, в остальном венчик плоский. Лопасти венчика имеют расширенную форму, широкояйцевидные и сужаются к острию. Длина острия составляет 3-6 мм. Высота венчика составляет от 1,5 до 2,0 мм, а ширина — от 4 до 6 мм.

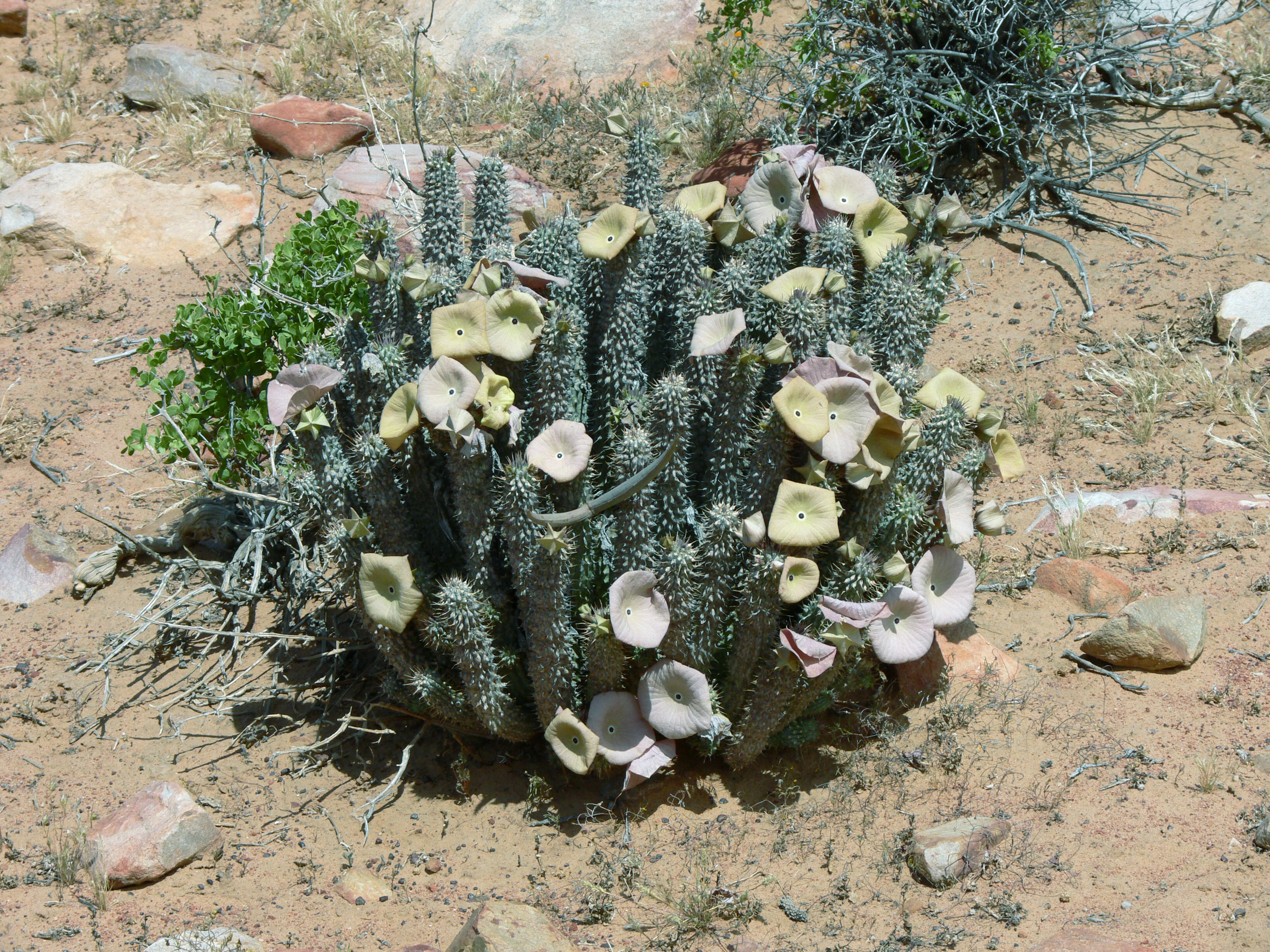
Габитус
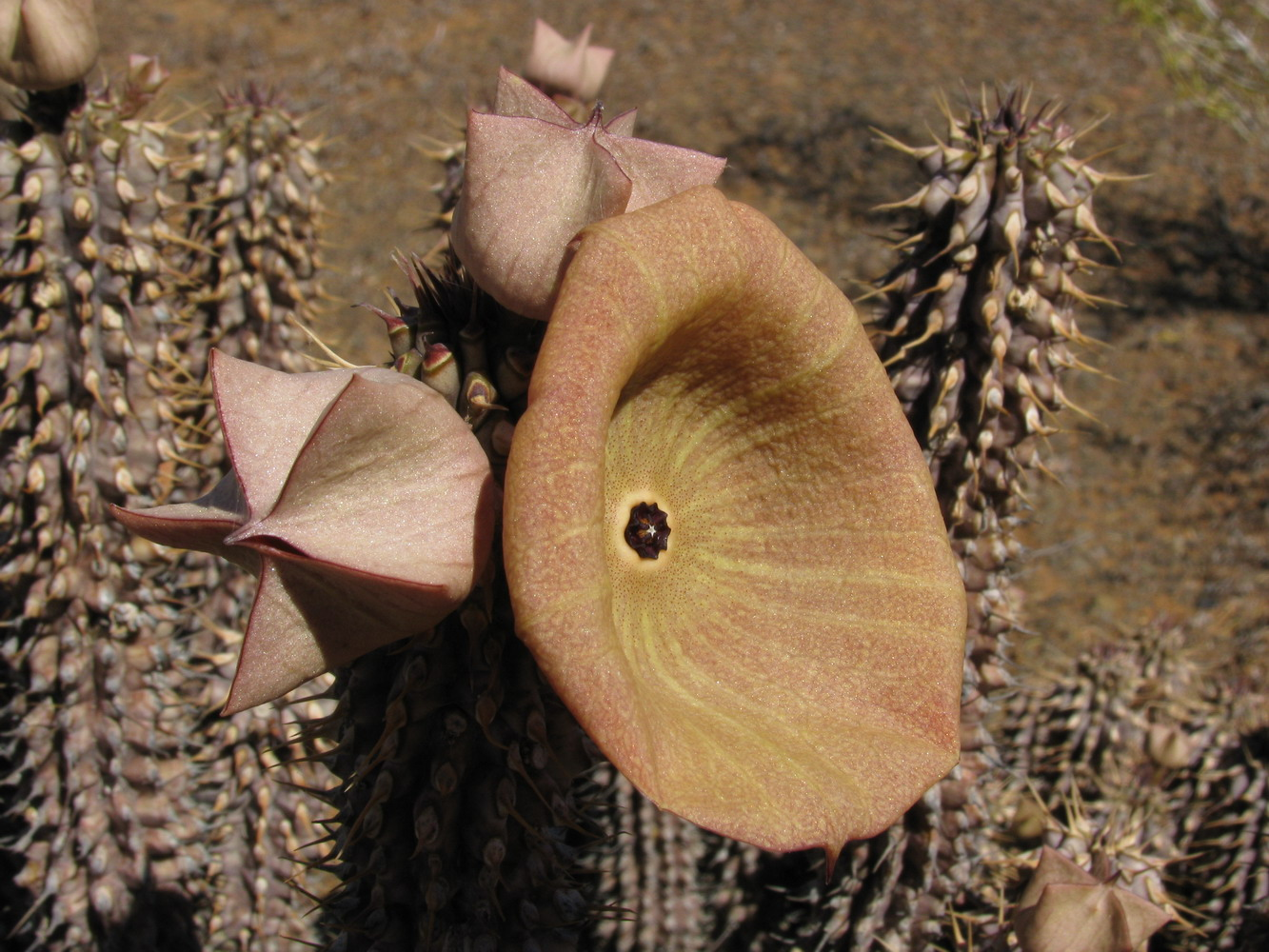
Цветки
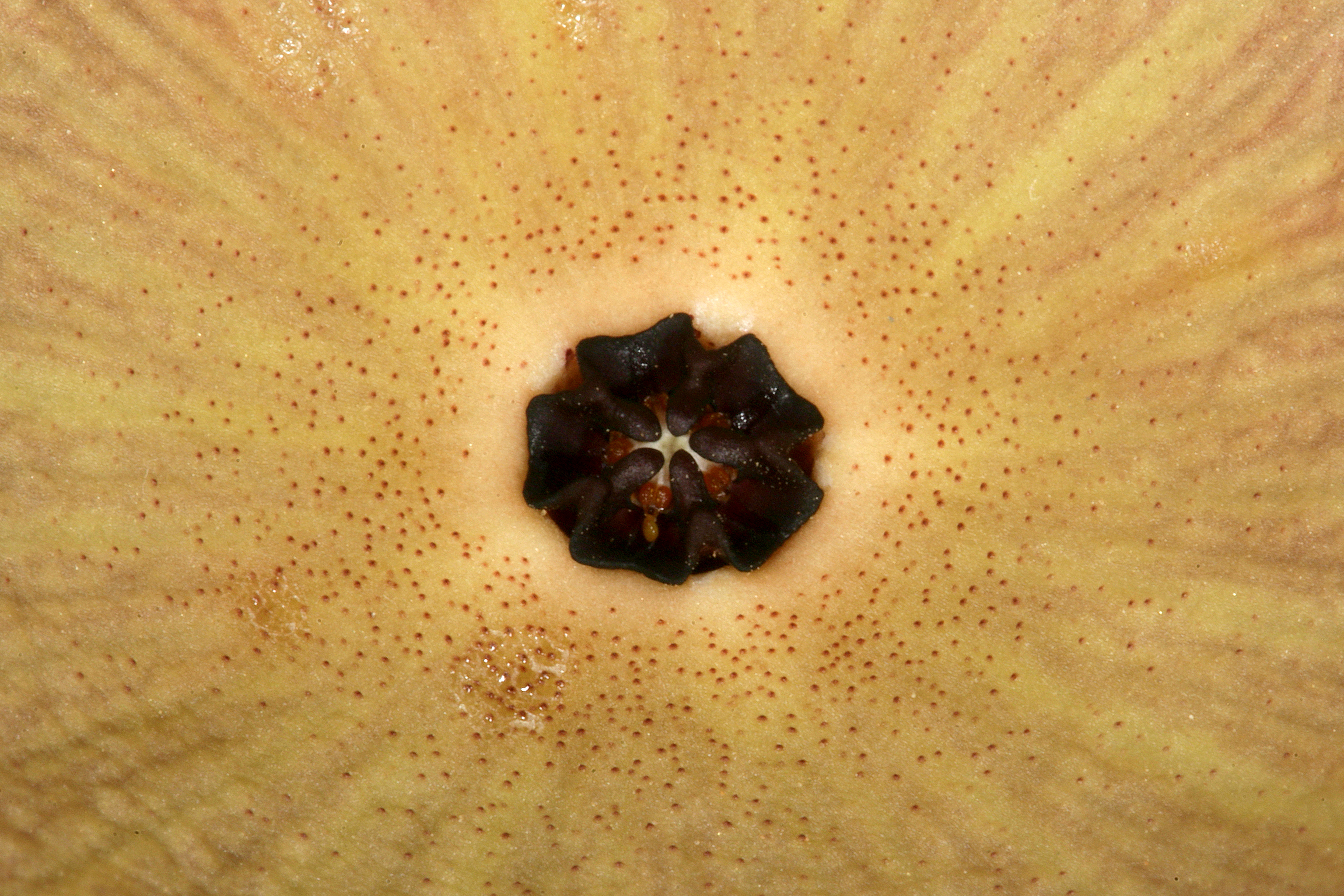
Кпупный план цветка
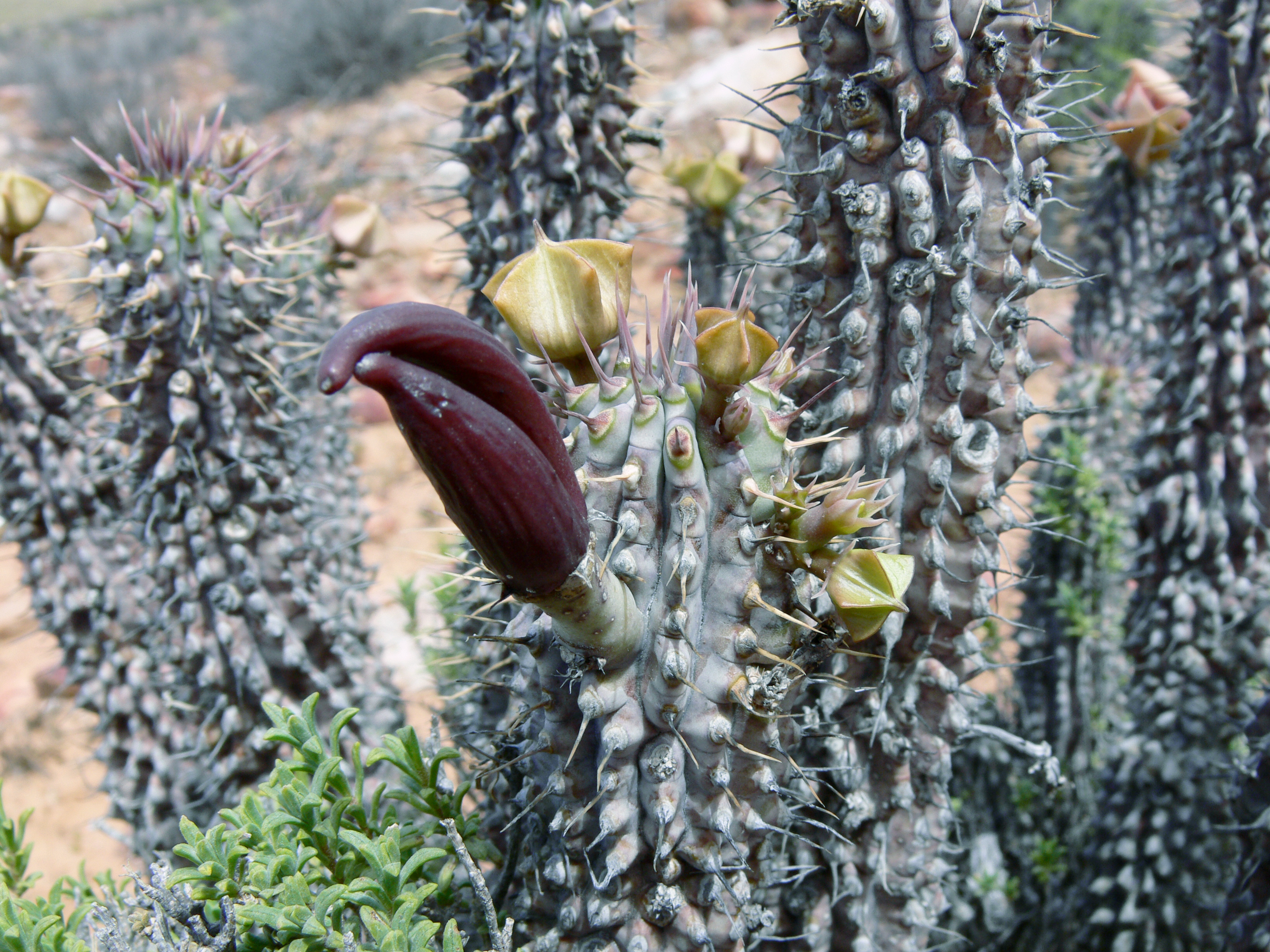
Плод

## Распространение
Худия Гордона имеет широкое распространение. Оно встречается в северо-восточной части Западной Капской провинции, в северных и северо-западных районах Северной Капской провинции ЮАР и в южной части Намибии. Растение приспособлено к экстремальной жаре (с температурами выше 40°C), но способно выживать и при относительно низких температурах (до -3°C).
По-видимому, худия Гордона обладает значительной адаптацией к различным местам обитания. Оно растет в глубоких песках Калахари, на сухих каменистых склонах и равнинах, а также под защитой ксерофитных кустарников. В идеальных условиях выращивания растение может прожить до 25 лет. В дикой природе ожидаемая продолжительность жизни, вероятно, составляет не более 15 лет.

## Таксономия

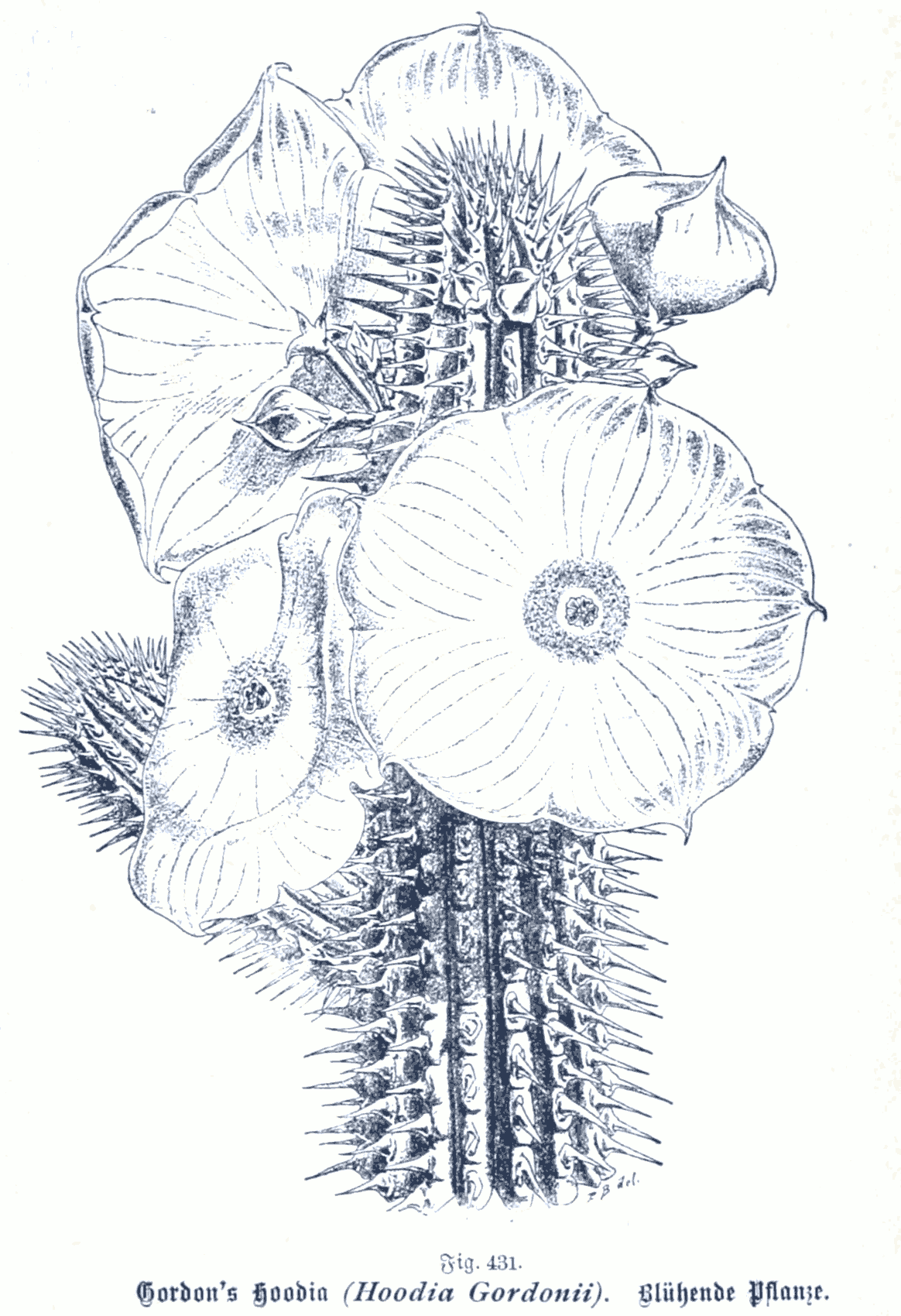
Ботаническая иллюстрация

Hoodia gordonii (Masson) Sweet ex Decne., первое упоминание в A.P.de Candolle, Prodr. 8: 665 (1844).

### Синонимы
Гомотипные (основанные на одном и том же номенклатурном типе):
- Ceropegia gordonii (Masson) Bruyns (2017)
- Monothylaceum gordonii (Masson) G.Don (1837), not validly publ.
- Scytanthus gordonii (Masson) Hook. (1844)
- Stapelia gordonii Masson (1797)

Гетеротипные (основанные на разных номенклатурных типах):
- Hoodia albispina N.E.Br. (1909)
- Hoodia bainii Dyer (1878)
- Hoodia barklyi Dyer (1876)
- Hoodia burkei N.E.Br. (1909)
- Hoodia husabensis Nel (1937)
- Hoodia langii Oberm. & Letty (1937)
- Hoodia longispina Plowes (1993)
- Hoodia pillansii N.E.Br. (1909)
- Hoodia rosea Oberm. & Letty (1936)
- Hoodia whitesloaneana Dinter ex A.C.White & B.Sloane (1937), no Latin descr.

## Выращивание
Размножение в основном осуществляется семенами, поскольку черенки редко приживаются и образуют корни. Семена созревают в октябре и ноябре каждого года (в южном полушарии). Для сбора семян необходимо дождаться, пока полусухие семенные коробочки начнут расщепляться посередине.
Семена имеют светло-коричневый цвет, плоскую форму и пушистые волоски на одном конце. При раскрытии семенной коробочки, эти волоски служат парашютом, помогая семенам разноситься ветром на некоторое расстояние от материнского растения, где они укореняются. Молодое растение начинает свою жизнь под защитой питательного кустарника, который предохраняет его от солнечных лучей с помощью своих ветвей.
Для посева семян рекомендуется использовать почву с добавлением небольшого количества хорошо перепревшего просеянного компоста. Семена следует разместить неглубоко, не глубже 0,5 см. Важно обеспечить хорошую систему дренажа для посадочной почвы, чтобы избежать избыточной влаги, которая может привести к гниению семян во время прорастания. В теплую погоду (при температуре 28°C или выше) рекомендуется поливать семена четыре раза в неделю, а зимой — раз в две недели. Также рекомендуется разместить контейнер с семенами на солнечном месте.
Семена следует сеять в марте или апреле (в южном полушарии). К апрелю следующего года растения станут достаточно крепкими, чтобы их можно было пересадить в небольшие горшки диаметром 9 см, используя хорошо дренированную почву.
После установки худии Гордона она будет активно расти. Растение отлично реагирует на органические удобрения. В течение трех лет растение может достигать высоты не менее 25 см и развивать до 10 ветвей.

## Применение
Несколько видов худии, включая худию Гордона, можно употреблять в пищу в сыром виде, однако перед употреблением рекомендуется удалить шипы. Худия известна своими свойствами снижения аппетита уже длительное время. В настоящее время эти свойства активно исследуются, и производные продукты «Hoodia» доступны во многих западных странах, где проблема ожирения актуальна.